# Огонь (фильм, 1973)
«Огонь» — советский широкоэкранный чёрно-белый фильм 1973 года режиссёра Юрия Лысенко, снятый на киностудии имени А. Довженко.

## Сюжет
Молодой инженер Мусленко создает новую технологию выплавки стали, но его эксперимент запрещается директором завода. Парторг Сергеев организует пробную плавку, которая проходит успешно благодаря сталевару Андрею Гейко. Новая технология требует изменений на заводе и у поставщиков, но благодаря поддержке наркома Орджоникидзе Гейко становится известным и депутатом Верховного Совета.

## Роли исполняют
- Эдишер Магалашвили — Орджоникидзе
- Александр Денисов — Андрей Гейко
- Любовь Виролайнен — Ярина
- Сергей Яковлев — Сергеев
- Алексей Зайцев — Мусленко
- Владимир Козел — Залесский
- Ляля Чёрная — мать Андрея
- Геннадий Овсянников — Пасечник
- Лесь Сердюк — Свирид
- Валентина Владимирова — жена Пасечника
- Владимир Сошальский — немец
- Станислав Молганов — сезонник
- Николай Гудзь — сезонник
- Геннадий Болотов — сталевар
- Виктор Плотников — сталевар
- Валентин Кобас — сталевар
- Виктор Степаненко — сталевар
- Дмитрий Костенко — сталевар
- Александр Милютин — сталевар
- Григорий Михайлов — сталевар

В съёмках фильма принимали участие народный оркестр пгт Старый Крым Донецкой области и рабочие Металлургического завода имени Ильича города Жданов.

## Съёмочная группа
- Авторы сценария: Александр Сацкий, Юрий Лысенко
- Режиссёр-постановщик: Юрий Лысенко
- Главный оператор: Алексей Терзиев
- Художник-постановщик: Михаил Раковский
- Композитор: Борис Буевский
- Звукооператор: Рива Бисноватая
- Государственный симфонический оркестр Украинской ССР, дирижёр Стефан Турчак

## Премьера
Премьера фильма состоялась 29 июля 1974 года. За первый год кинопроката картину посмотрели 5,9 млн зрителей.

## Продолжение
В 1975 году на экраны выходит продолжение фильма «Белый круг», завершающий кинокарьеру Юрия Лысенко.